# جامعة تينيسي التقنية
جامعة تينيسي التقنية (بالإنجليزية: Tennessee Technological University)‏، تُعرف باسم تينيسي تِك (بالإنجليزية: Tennessee Tech)‏، جامعة حكومية معتمدة تقع في مدينة كوكفل بولاية تينيسي في الولايات المتحدة الأمريكية وهي مدينة تبعد قرابة سبعون ميلاً (110 كم) شرق مدينة ناشفل، تينيسي.
كانت تعرف سابقاً باسم معهد تينيسي للفنون المتعددة (1915)، وقبل ذلك كانت تُسمى كلية ديكسي عندما كانت كلية خاصة عام 1909. تهتهم الجامعة بشدة بطلاب مرحلة البكلوريوس في المجالات التي تتعلق بالهندسة والتقنية، إلّا أنها تمنح درجات علمية لطلاب التدريس والفنون الحرة والزراعة والتمريض وغيرها من مجالات التعليم. بالإضافة إلى أن الجامعة تعطي درجات علمية لطلاب الدراسات العلية في الهندسة والتدريس وإدارة الأعمال والفنون الحرة. يتم تشغيل الجامعة من قِبَل مجلس حكّام تينيسي، كما تُنافس فِرقها في اتحاد وادي أوهايو.
تُصنف جامعة تينيسي التقنية من ضمن أفضل 8 جامعات حكومية في جنوب الولايات المتحدة وفق تقارير مجلة أخبار الولايات المتحدة وتقارير العالم في إصدارات الأعوام 2007, 2008, 2009, 2010, 2011, 2012 من «أفضل جامعات أمريكا». كما أنها صُنفت من ضمن أفضل جامعات الجنوب الحكومية دليل إرشادات الكلية 2002, 2003, 2005, 2006. كما صنفتها مؤسسة ذا برينستون ريڤيو في قائمة «أفضل قيمة جامعية» في 2006 و2007. جامعة تينيسي التقنية واحد من أفضل الجامعات من ناحية المشتريات كما ذكرته شركة الأبحاث والتقييمات المؤسسية المحدودة عام 2006
منذ فصل الخريف الدراسي لعام 2011, قبلت جامعة تينيسي التقنية أكثر من 11,768 طالب (9,920 طلاب بكالوريوس و1,848 طلاب دراسات عليا), واحتوى حرمها الجامعي على 87 مبنى تنتشر على مساحة 235 فدان (0.95 كم²) في ميدان ديكسي في شمال مدينة كوكفل. معدل عدد الطلاب في القاعة هو عشرون طالب لكل قاعة، ومعدل عدد الطلاب على عدد أعضاء هيئة التدريس هو 18:1. أقل من 1% من كل المحاضرات يتم القاءها عن طريق مدرسين مساعدين بينما باقي المحاضرات يلقيها أساتذة (بروفيسور). نسب التصنيف العرقي لطلاب مرحلة البكالوريوس في الجامعة هي: 88.2٪ بيض/ قوقازيون، و4.1٪ أمريكيون من أصول أفريقية، و1.5٪ آسياويون/جزر المحيط الهادي، و1.3 ٪ لاتينيون، و0.3٪ أمريكيون من أصول هندية/سكان الأسكا الأصليون، و4.6٪ من أعراق أخرى.

## المباني في الجامعة

### التعليمية والإدارية
- مركز الجامعة رودِن (RUC)

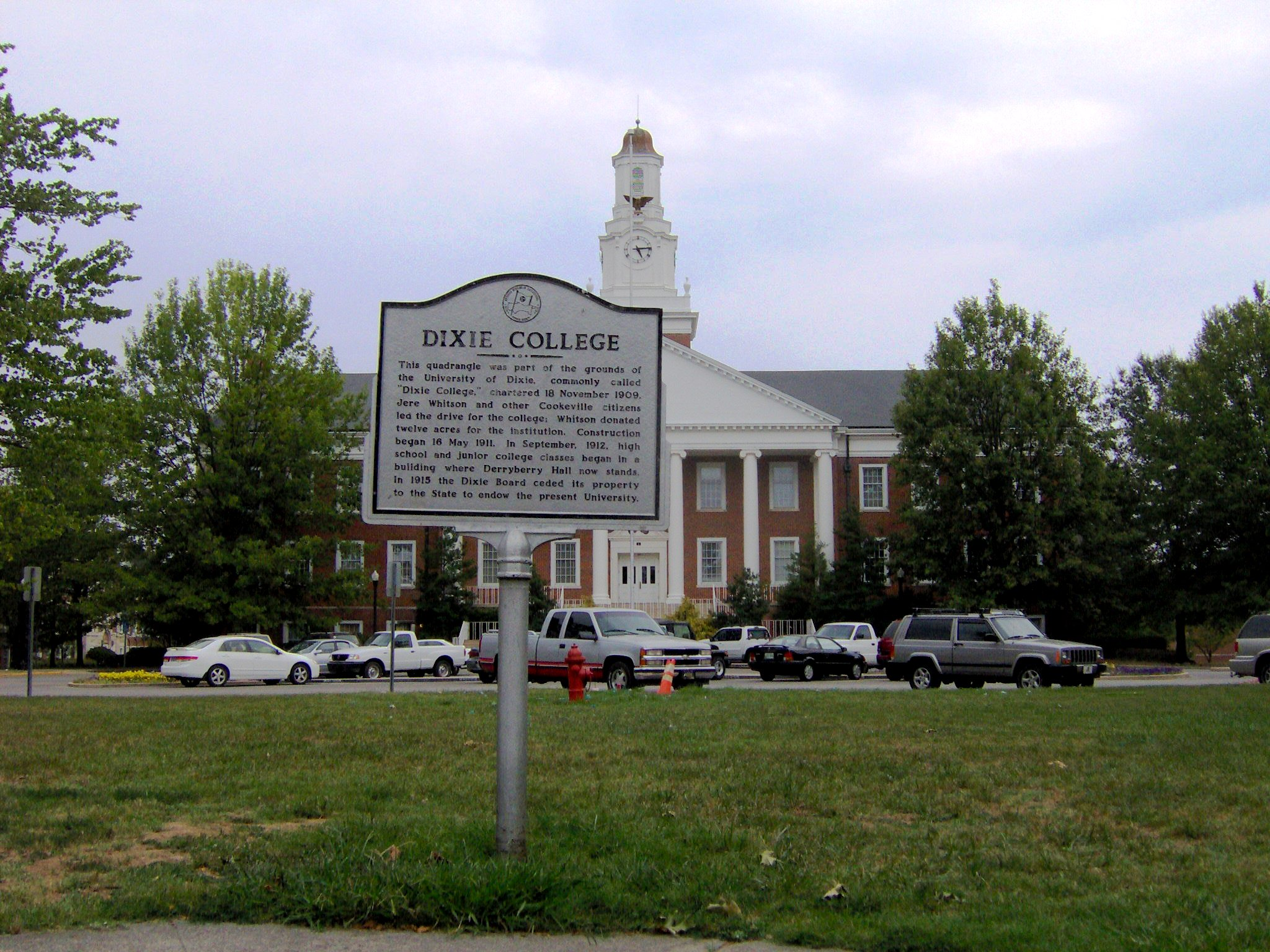
تذكار تاريخي أمام قاعة ديريبيري

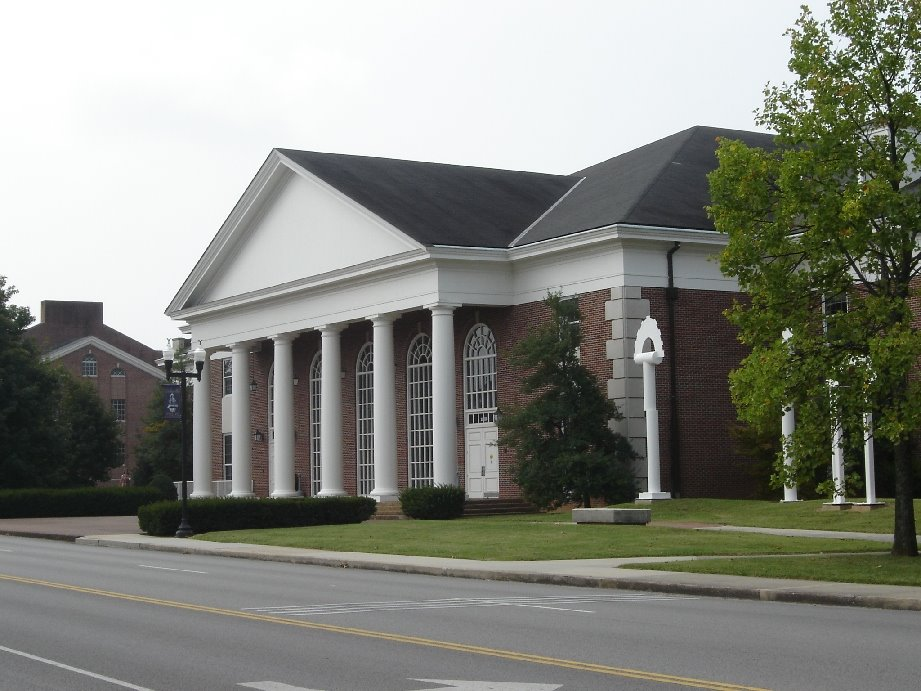
مركز فنون بريان الجميلة

- قاعة بارتو (قسم المناهج والتوجيهات)
- قاعة براون (الهندسة الميكانيكية والهندسة الكهربائية وهندسة الحاسب)
- قاعة برونر (الرياضيات والفيزياء وعلوم الحاسب)
- فنون بريان الجميلة (الموسيقى والفنون)
- قاعة كليمينت (الهندسة الأساسية)
- قاعة ديريبيري (الإدارة)
- قاعة هيندرسون (أدب اللغة الإنجليزية، التاريخ)
- قاعة جونسون (إدارة الأعمال - سميت نسبة إلى عميد كلية إدارة الأعمال سابقاً لويس جونسون)
- قاعة كيتريل (علوم الأرض)
- قاعة لويس (التكنولوجيا الصناعية)
- مبنى تي جاي فار (التعليم وعلم النفس وبرنامج التشريف)
- قاعة فوستر (الكيمياء)
- قاعة ماثيوز دانيال (علم النفس وعلم الاجتماع والفلسفة والعلوم السياسية)
- قاعة بينبيكر (الأحياء)
- قاعة بريسكوت (الهندسة الكيميائية والهندسة المدنية والهندسة الصناعية)
- القاعة الجنوبية (الزراعة والإيكولوجيا البشرية)
- مركز هوبر إبلين («الأمل»)
- مكتبة فولب (سميت نسبة إلى انجلو فولب، رئيس الجامعة سابقاً)
- كلية ويتسون-هيستر للتمريض

### السكنية

#### القاعات التقليدية
- قاعة براونينغ (رجال)
- قاعة كوبر (مختلطة)
- قاعة كراوفورد (نساء)
- قاعة دن (مختلطة)
- قاعة إلينغتون (مختلطة)
- قاعة إيڤينس (رجال)
- قاعة جوب (الأعمال)
- قاعة مادوكس (هندسة)
- قاعة مكورد (هندسة)
- قاعة إم إس كوبر (الطلاب الأجانب)
- قاعة ميرفي (الشرف)
- قاعة بينكيرتون (مختلطة)
- قاعة وارف (مختلطة)

#### الأجنحة
- قاعة الشمال الجديدة
- قاعة الجنوب الجديدة

## الأكاديمية

### الأقسام
- المحاسبة والقانون
- الزراعة
- الإحياء
- الهندسة الكيميائية
- الكيمياء
- الهندسة المدنية والبيئية
- علوم الحاسب
- العلوم الإدارية
- علوم الأرض

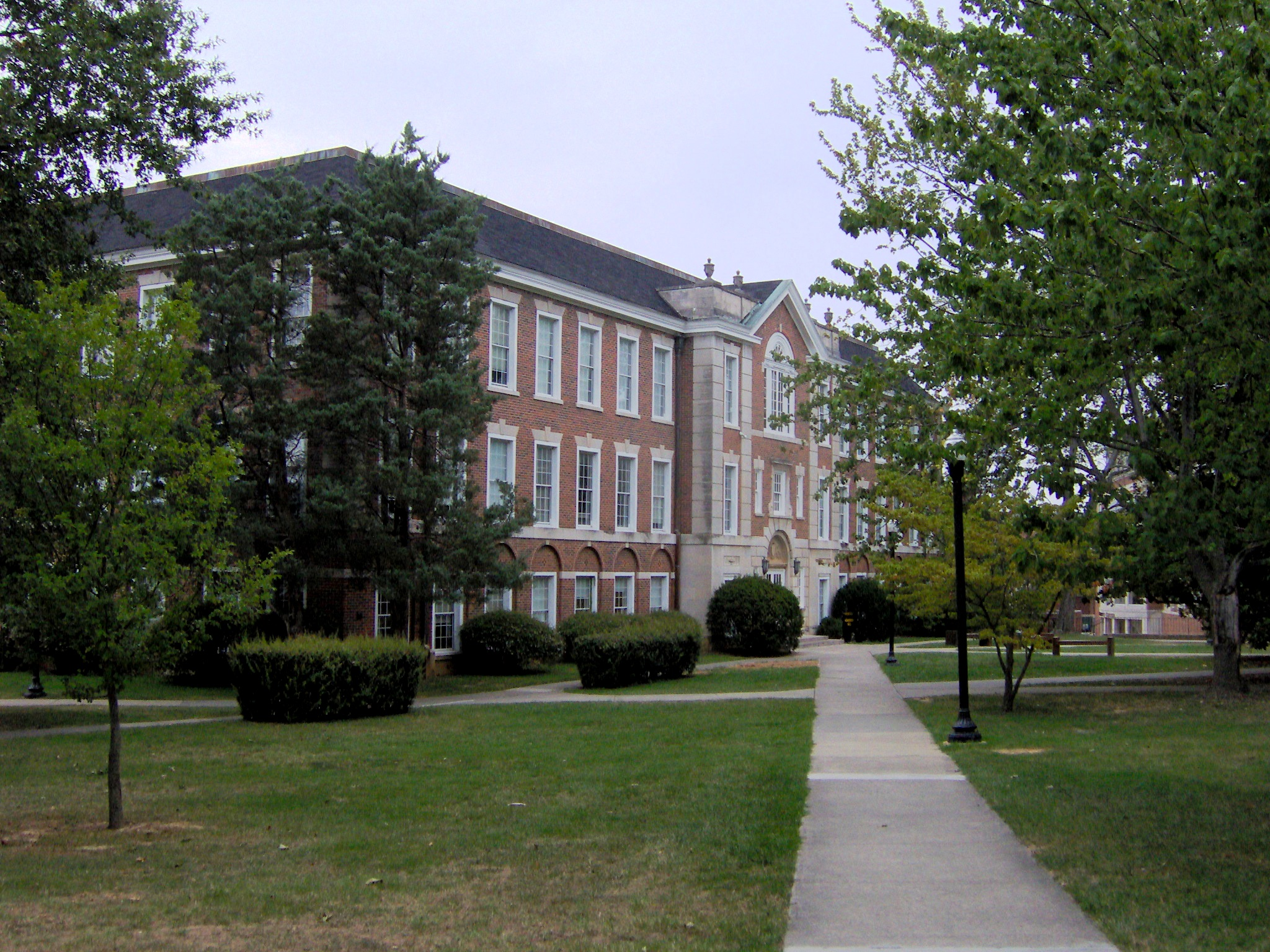
قاعة هيندرسون, شيد عام 1931 ووضع في السجل الوطني للأماكن التاريخية عام 1985

- الاقتصاد، الإدارة المالية، والتسويق
- التعليم
- الهندسة الحاسوبية والكهربائية
- الإنجليزية والتواصل
- اللغات الأجنبية
- التاريخ
- الإيكولوجيا البشرية
- الهندسة الصناعية والنظم
- التصنيع والتكنولوجيا الصناعية
- الرياضيات
- الهندسة الميكانيكية
- الموسيقى والفنون
- التمريض
- الفيزياء
- علم النفس
- علم الاجتماع والفلسفة، والعلوم السياسية
- تصميم المواقع
- الثقافات العالمية والأعمال

### البرامج
- التعليم التعاوني
- ماجستير في إدارة الأعمال عن بعد
- التكريم
- العلوم العسكرية

### مراكز الأبحاث
- مركز أبحاث نظم الطاقة (CESR)
- مركز أبحاث التصنيع (CMR)
- مركز لإدارة واستغلال وحماية الموارد المائية
- مركز للتعليم والتعلم في مجال العلوم والتكنولوجيا، والهندسة، والرياضيات (STEM)
- وحدة بحوث تينيسي التعاونية لمصائد الأسماك (TNCFRU)

## الرياضة

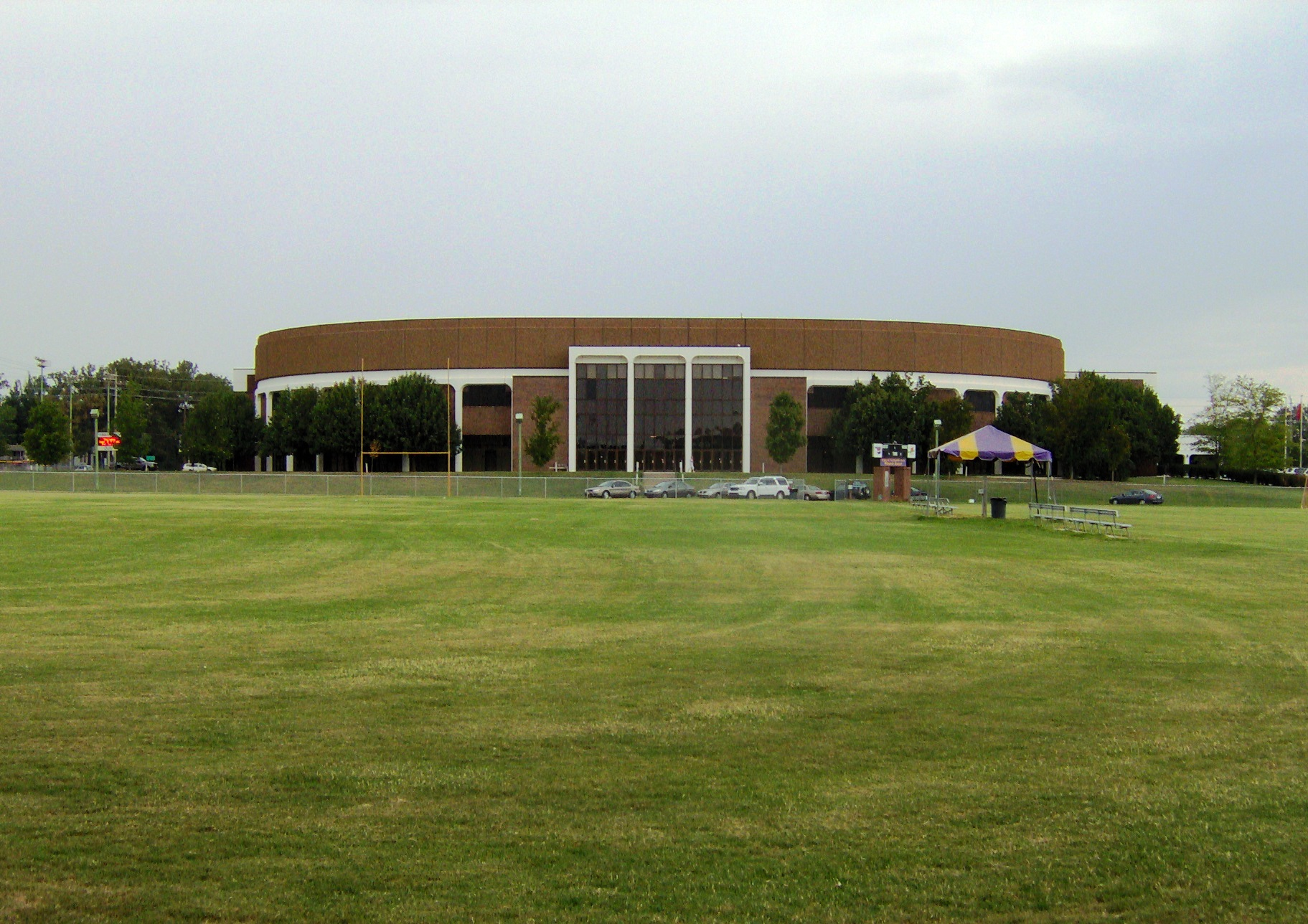
مركز هوبر إلدين

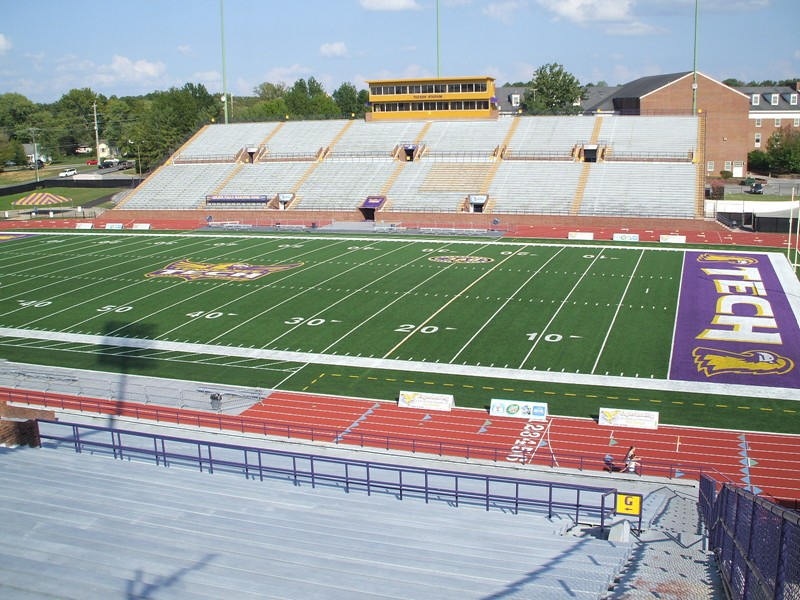
أستاد تكر والملعب

النسور الذهبية (Golden Eagles) تنافس في اتحاد وادي أوهايو في الرياضات التالية:

### رجال
- كرة السلة
- كرة القدم الأمريكية
- كرة المضرب
- الصليب القطرية
- الغولف
- كرة المضرب
- البندقية

### نساء
- كرة السلة
- السوفتبول
- كرة القدم
- الكرة الطائرة
- الصليب القطرية
- المسار
- كرة المضرب
- الغولف

## المجموعات في الحرم الجامعي

### جمعيات مرتبة الشرف
- Alpha Kappa Delta - علم الاجتماع
- Alpha Kappa Psi - الأعمال
- Alpha Lambda Delta - المستجدين
- Alpha Mu Gamma - اللغات الأجنبية
- Alpha Psi Omega - المسرح

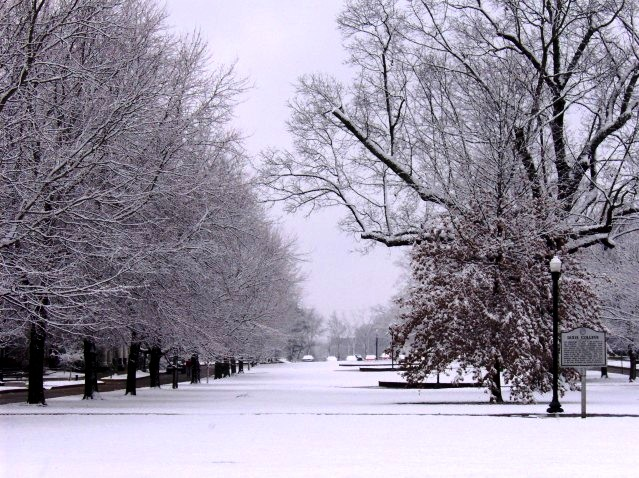
الساحة الرئيسية في بداية فبراير

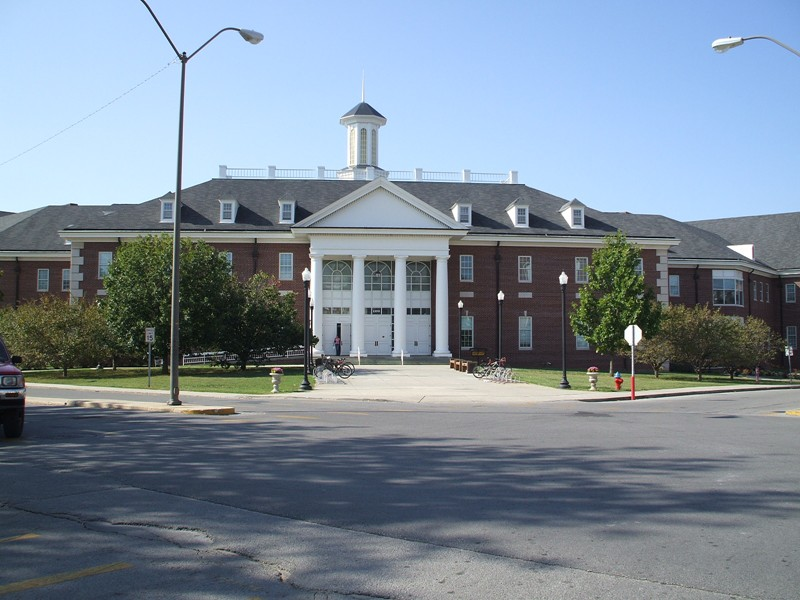
مكتبة فولب

- Beta Alpha Psi - المحاسبة، الإدارة المالية، ونظم المعلومات
- Beta Beta Beta - الإحياء
- Beta Gamma Sigma - الأعمال
- Chi Epsilon - الهندسة المدنية
- Delta Tau Alpha - الزراعة
- Eta Kappa Nu - الهندسة الكهربائية وهندسة الحاسب
- Kappa Delta Pi - التعليم
- Kappa Mu Epsilon - الرياضيات
- Kappa Omicron Nu - الإيكولوجيا البشرية
- Mortar Board - طلاب التخرج
- Omega Chi Epsilon - الهندسة الكيميائية
- Omicron Delta Epsilon - الاقتصاد
- Omicron Delta Kappa - العلوم القيادية
- Order of Omega - النظام اليوناني
- Phi Alpha Theta - التاريخ
- Phi Kappa Phi - التدريس
- Pi Kappa Delta - الخطابة والنقاش
- Pi Sigma Alpha - العلوم السياسية
- Pi Tau Sigma - الهندسة الميكانيكية
- Psi Chi - علم النفس
- Scabbard and Blade - تدريب ضباط الاحتياط
- Sigma Pi Sigma - الفيزياء
- Sigma Tau Delta - اللغة الإنجليزية
- Sigma Theta Tau - التمريض
- Tau Beta Pi - الهندسة

### المنظمات الدينية
- كهنوت المعمدان الجماعية
- توصل الحرم الجامعي
- نادي كانتربري
- تشي ألفا
- زمالة الرياضيين المسيحيين
- مؤسسة طلاب LDS التعاونية
- كهنوت حرم نيومان
- زمالة الطلاب المشائخ
- زمالة تائبوا الجامعة
- عُبّاد المسيح
- مركز الطلاب المسيحين بالجامعة
- مؤسسة ويزلي

### الأخويات
- ألفا جاما سيجما
- ألفا ألفا فاي
- كابا ألفا ترتيب
- كابا سيغما
- كابا كابا بسي
- فاي بيتا سيغما
- فاي دلتا ثيتا
- فاي غاما دلتا
- بي كابا ألفا
- بي كابا فاي
- سيغما ألفا ابسيلون
- سيغما تشي
- سيغما فاي ابسيلون
- تاو كابا ابسيلون

### الجمعيات النسائية
- ألفا دلتا بي
- ألفا كابا ألفا
- دلتا غاما
- دلتا سيغما ثيتا
- دلتا كابا
- مو فاي ابسيلون
- ألفا أوميغا فاي
- مو فاي
- زيتا فاي بيتا

### النوادي القسمية

#### قسم الكيمياء
- الجمعية الأمريكية لعلم الأحياء الجزيئية والكيمياء الحيوية وشبكة الفروع الجامعية
- نادي العلم المتوسط
- الشركات التابعة للجمعية الكيميائية الأمريكية
- معهد الدراسات النيتروجين السائل الآيس كريم التجريبية (TILNICES)

#### قسم الهندسة
- المؤسسة الأمريكية لمهندسي الكيمياء
- الجمعية الأمريكية للمهندسين المدنيين
- مؤسسة مهندسي المواصلات
- جمعية جامعة تينيسي للطيران

## أعضاء هيئة التدريس المميزون
- جوزيف هرمان - مخرج فرق موسيقية; رئيس جمعية الفِرف الأمريكية.
- فيليب بارهام - أستاذ العزف على آلة الساكسفون الموسيقية; معلّم وعازف على آلة الساكسفون الموسيقية على مستوى عالمي.
- مايكل غونتر - حصل على شهادة الدكتوراة في مجال الشؤون الدولية; ويتخصص في شؤون الأكراد في الشرق الأوسط.
- آر وينستون موريس - أستاذ آلة الطوبا الموسيقية; مبدع أسطوري في مجال العزف على آلة الطوبا الموسيقية والتعليم وغرفة الموسيقى.

## خريجوا الجامعة المميزون
- رودني آتكنز - مغني ريفي.[7]
- جيمي بيدفورد (1940-2009), من دفعة خريجي 1962, سادس رؤساء جهاز التقطير في جاك دانيال.[8]
- روجر كراوتش - عالم أمريكي تواجد على متن مكوك الفضاء الخاص بناسا في مهام عام 1997.[9]
- مايك هينِغان - لاعب كرة قدم أمريكية لفريق أسود ديترويت وصواريخ نيويورك في دوري كرة القدم الأمريكية.
- باربرا ماكونيل - عضو سابق في جمعية نيو جيرسي العامة.[10]
- فرانك أومييل - لاعب كرة قدم أمريكية محترف لنادي دببة شيكاغو في دوري كرة القدم الأمريكية.
- ديفيد سيمونس - خريج دفعة 1974، عضو سابق في مجلس النواب في ولاية فلوريدا، عضو مجلس الشيوخ في ولاية فلوريدا
- كين سباركس، مدرب كرة قدم أمريكية في كلية كارسون-نيومان
- سكوت ستولينغز - لاعب غولف محترف
- العقيد كارل ستينر - ضابط في قيادة العمليات الخاصة في الولايات المتحدة من يونيو 1990 إلى مايو 1993
- هاري ستونسيفر - الرئيس التنفيذي السابق لشركة بوينغ لصناعة الطائرات وماكدونل دوغلاس لصناعة الطائرات وصنستراند
- بيري ويلمور (ولد عام 1962) - رائد فضاء في ناسا وطيار تجريبي في سلاح البحرية الأمريكي
- جيم يونغبلود (ولد عام 1950) - لاعب كرة قدم أمريكية محترف سابقاً لفريق كباشات لون أنجليس في دوري كرة القدم الأمريكية
- لوني وارويك - لاعب كرة قدم أمريكية محترف سابقاً لفريق فيكينز مينيسوتا وصقور أتلانتا

## تقاليد حرم الجامعة

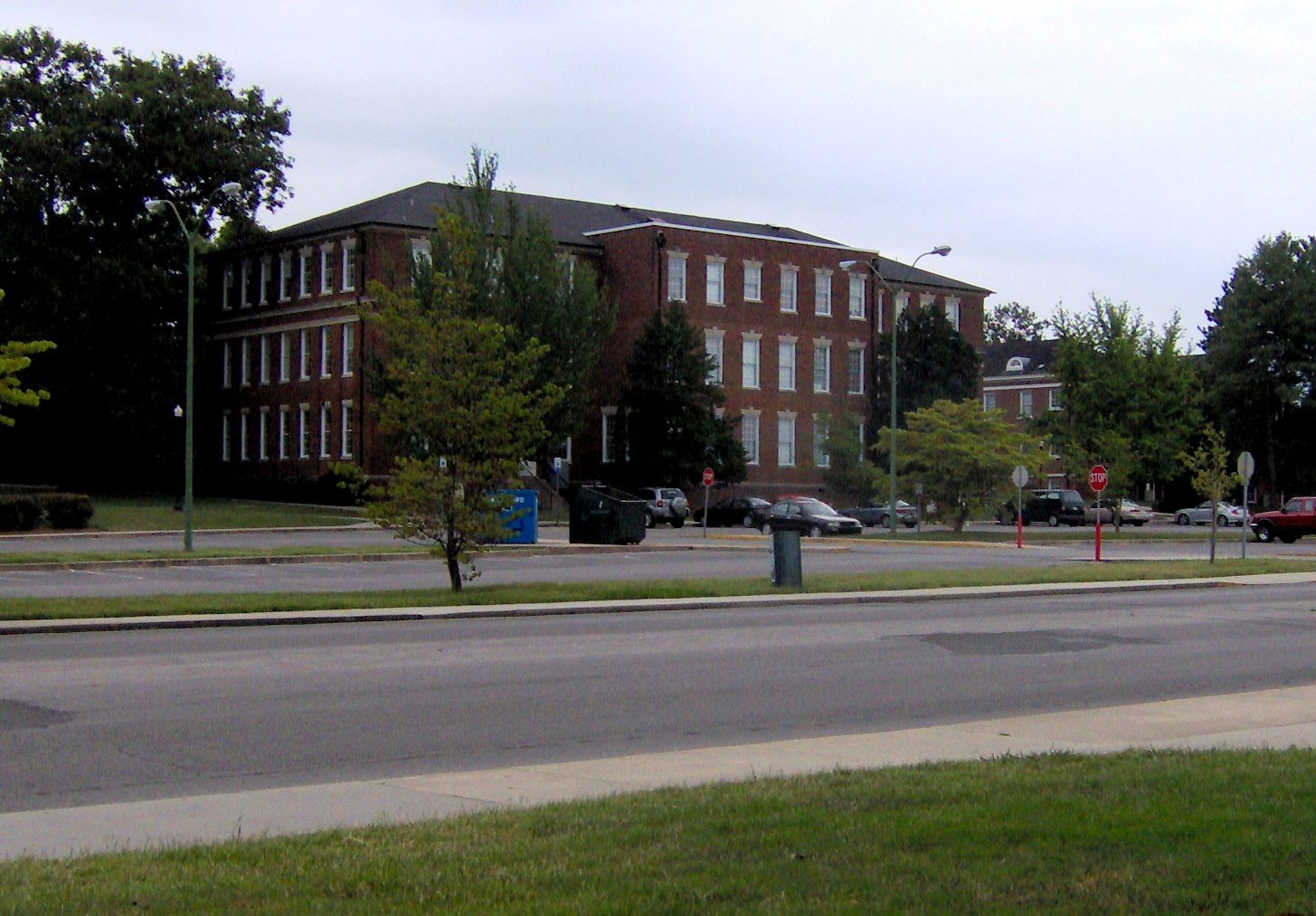
مبني تي جاي فار

- «الكلب ملعون»: مدير سابق للجامعة قال كلمة «ملعون» لكلب - أجلكم الله - مر أمام الجمهور. وقام بتغطية شتيمته للكلب بأن قال ان الكلب اسمه ملعون. الكلب له تمثال خاص به في حرم الجامعة مقابل قاعة ديريبيري.
- مبنى فار هو أحد المباني التي لا يطلق عليها اسم «قاعة» في الحرم. يقولون أن السبب وراء ذلك هو أن الأمريكان الجنوبين لا ينطقون فار بالطريقة الصحيحة فتصبح قريبة جداً إلى كلمة نار مما قد يسبب لخبطة لكثير من الطلبة.
- النسر الذهبي الذي في أعلى قاعة ديري بيري كان مسروق من فندق في مدينة مونتايغل في ولاية تينيسي من قبل بعض الطلاب. وبعد أن تم استعادته من قبل مالك الفندق عدة مرات قام صاحب الفندق بالتبرع بالنسر للجامعة. وقام الرئيس بالعفو عن الطلاب المتورطين.
- البلزارد (كلمة تعني العاصفة الثلجية بالعربية) هي عادة بدأت عام 1984 عندما قام الطلاب بالاحتفال بأول ضربة ناجحة لفريق كرة السلة لجامعة تينيسي التقنية ضد فريق كرة السلة لجامعة MTSU عن طريق رمي مناديل الحمام - أجلكم الله - في الهواء. منذ أن انتقل فريق جامعة MTSU إلى اتحاد صن بيلت، أصبح الطلاب يقومون بالبلزارد ضط فريق كرة السلة لجامعة APSU.

## نشيد جامعة تينيسي التقنية
The quiet hills stand steadfast 'round walls of russet brown.

On halls serene and campus green the smoky hills look down

And steadfast may I cherish what thou hast giv'n to me.

Oh Alma Mater Tennessee Tech, God prosper thee.
Deep purple stand the mountains and golden sets the sun.

We proudly wear these colors fair until our goal is won

We pledge thee faithful service, our love and loyalty.

Oh Alma Mater Tennessee Tech, God prosper thee.
كتبها ولحنها جون ديريبيري.

## وصلات خارجية
- http://www.tntech.edu/traditions.html
- http://www.tntech.edu/pressreleases/ttu-achieves-record-enrollment-for-11th-straight-year/ نسخة محفوظة 1 أبريل 2012 على موقع واي باك مشين.
- http://www.tntech.edu/about/facts-and-figures/ نسخة محفوظة 6 سبتمبر 2014 على موقع واي باك مشين.

- موقع الجامعة الرسمي
- الموقع الرياضي للجامعة
- المركز الحِرَفي والصناعي
- جولة مرئية في حرم الجامعة نسخة محفوظة 7 مارس 2016 على موقع واي باك مشين.
- http://orgs.tntech.edu/percussionstudio نسخة محفوظة 29 فبراير 2012 على موقع واي باك مشين.